# プラニオル
プラニオル（仏: Planioles）は、フランス南西部のオクシタニー地域圏ロット県に属するコミューン。

## 地理
県の東部、中央高地の麓に位置する。街には幹線道路のD840が通っている。

## 行政
- 市長：ライモン・オリエール（Raymond Aurières、2001年3月から）

## 人口の推移
| 1962年 | 1968年 | 1975年 | 1982年 | 1990年 | 1999年 | 2006年 |
| ------ | ------ | ------ | ------ | ------ | ------ | ------ |
| 174    | 179    | 173    | 275    | 339    | 385    | 466    |

INSEEより。